# Ретяг
Ретяг (рум. Reteag) — село у повіті Бистриця-Несеуд в Румунії. Адміністративний центр комуни Петру-Рареш.
Село розташоване на відстані 346 км на північний захід від Бухареста, 37 км на захід від Бистриці, 56 км на північний схід від Клуж-Напоки.

## Населення
За даними перепису населення 2002 року у селі проживали 2790 осіб.
Національний склад населення села:
| Національність | Кількість осіб | Відсоток |
| -------------- | -------------- | -------- |
| румуни         | 1582           | 56,7%    |
| цигани         | 783            | 28,1%    |
| угорці         | 422            | 15,1%    |

Рідною мовою назвали:
| Мова      | Кількість осіб | Відсоток |
| --------- | -------------- | -------- |
| румунська | 1834           | 65,7%    |
| циганська | 544            | 19,5%    |
| угорська  | 410            | 14,7%    |